# Bois de pomme blanc
Syzygium borbonicum
Ne doit pas être confondu avec Bois de pomme ou Bois de pomme rouge.
Espèce
Classification phylogénétique
Le bois de pomme blanc (Syzygium borbonicum) est une espèce de plantes à fleurs de la famille des Myrtacées. C'est un arbre endémique de l'île de La Réunion, département d'outre-mer français dans le sud-ouest de l'océan Indien.